# Passiflora edmundoi
Passiflora edmundoi was al aan het begin van de twintigste eeuw bekend, maar omdat hij werd verwisseld met de enigszins vergelijkbare Passiflora kermesina duurde het tot 1966 voordat deze plant beschreven en benoemd werd door José da Costa Sacco. Zelfs Passiflora-specialist Ellsworth Paine Killip verwisselde de twee soorten en gaf een gemengde beschrijving van de soorten.
De twee soorten hebben inderdaad overeenkomsten. Ze zijn ongeveer even groot, vergelijkbaar in kleur en ze worden beiden bestoven door kolibries. Er zijn echter verschillen in de schutbladeren, corona en vruchten.
De stengels van Passiflora edmundoi zijn onbehaard. Per bladoksel ontspringt een rank die daar wordt geflankeerd door een paar steunblaadjes. De bladsteel is tot 3,5 cm lang. De afwisselend geplaatste bladeren zijn drielobbig en 5–9 × 5,5-8 cm groot. De tot 17 cm lange bloemstelen staan solitair of in paren in de bladoksels. De plant heeft schutblaadjes die aan de bovenkant van de bloemsteel vastzitten. De bloembuis is cilindrisch, tot 1,5 cm lang en groenachtig aan de buitenkant. De tweeslachtige bloemen zijn purperachtig rood en 6-7 cm breed. De kelkbladeren zijn tot 2,5 × 0,8 cm groot en lopen uit in een tot 0,5 cm lange kafnaald. De kroonbladeren zijn tot 2,5 × 0,5 cm groot. De blauwachtig violette corona bestaat uit twee tot drie rijen filamenten. De buitenste rij is tot 6 cm lang. De binnenste rij wordt gevormd door een tot 0,4 cm lang, buisvormig membraan, dat de androgynofoor omgeeft. De vruchten zijn ellipsvormig en tot 9 × 3 cm groot.
Passiflora edmundoi komt van nature voor in het westen tot zuidwesten van Brazilië op hoogtes rond de 1000 m. 

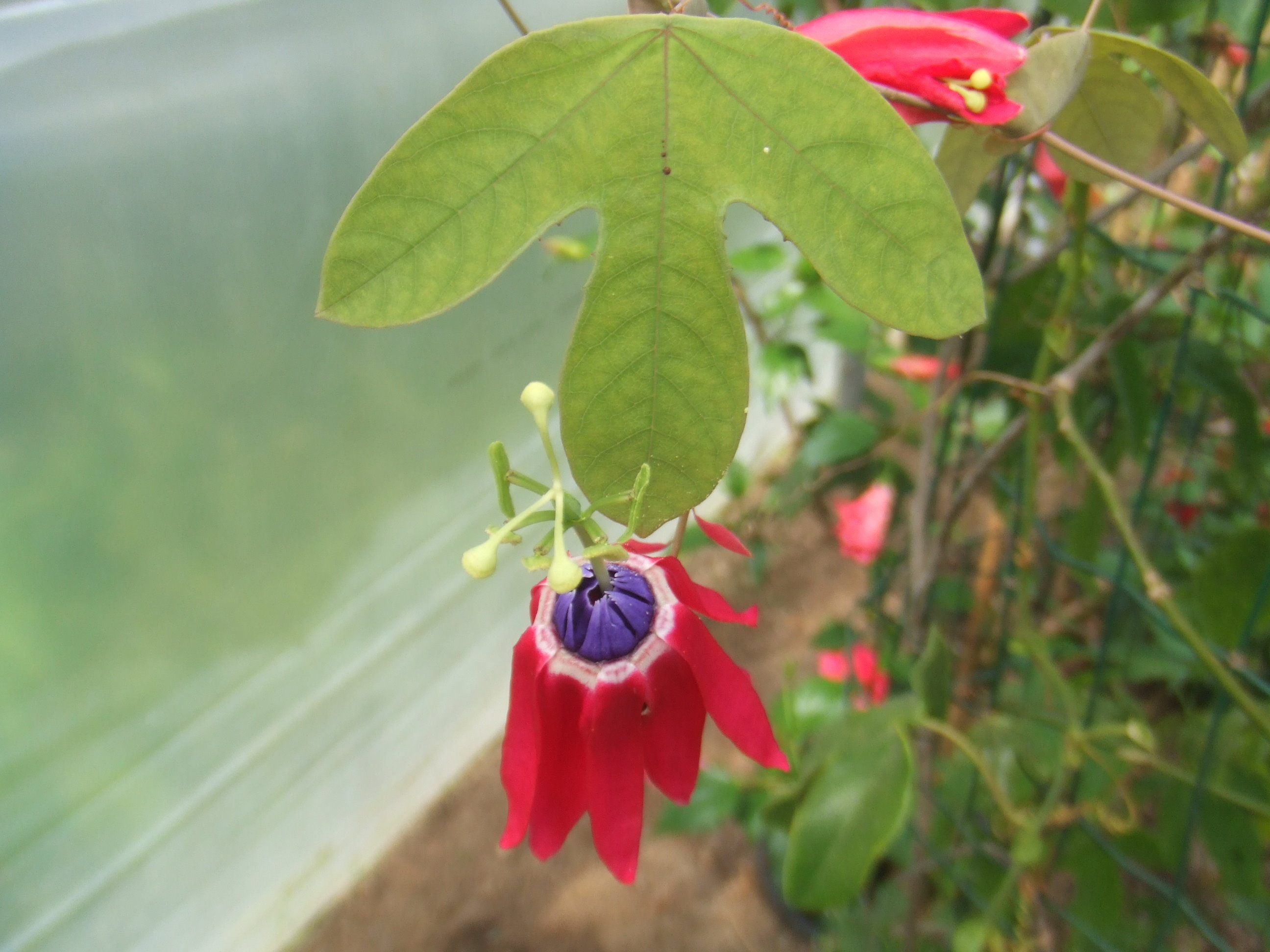
Bloem en blad
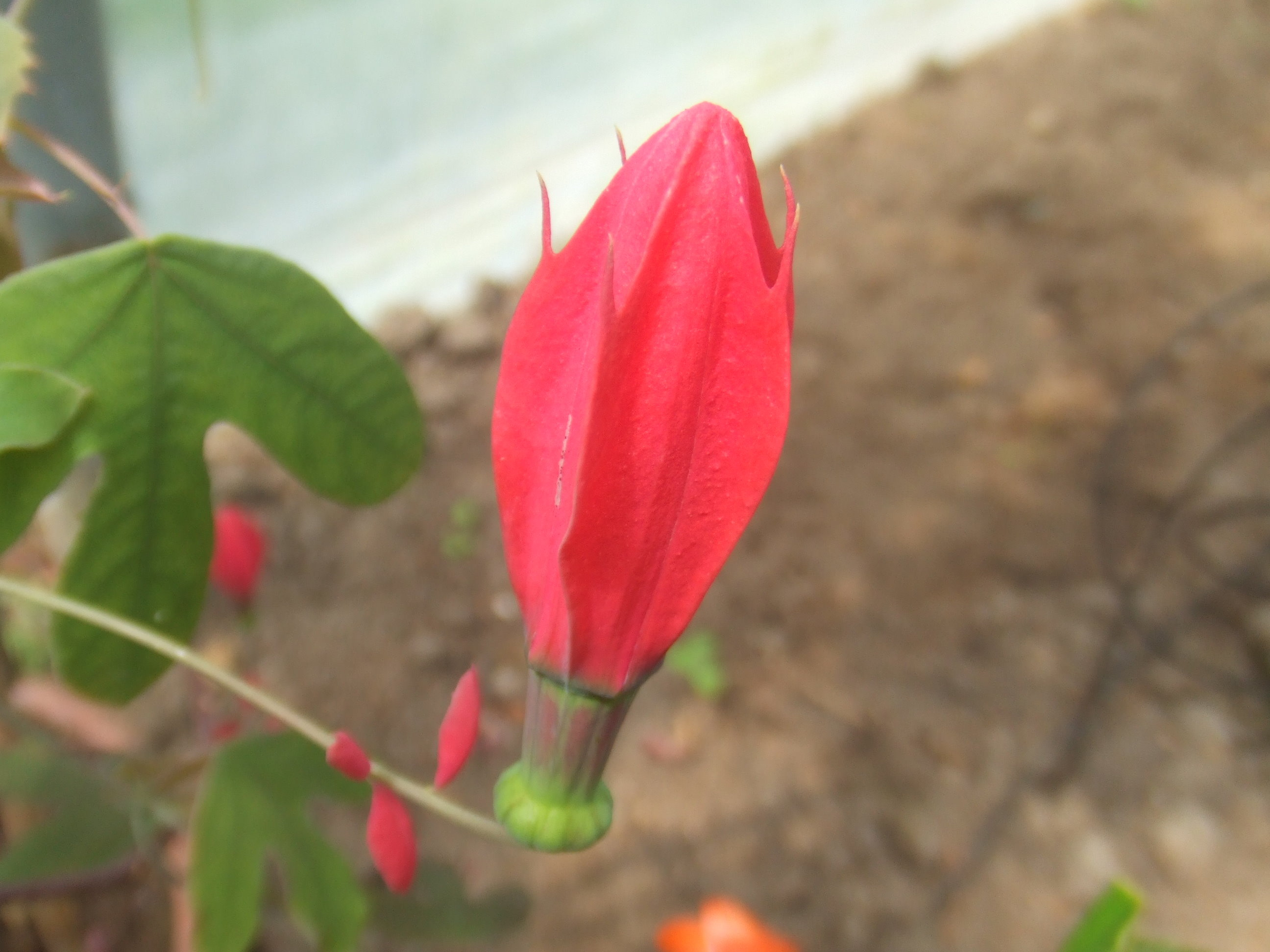
Bloemknop met kafnaalden en met schutbladeren op de bloemsteel

... · 
P. alata · 
P. aurantia · 
P. biflora · 
P. caerulea (Blauwe passiebloem) · 
P. citrina · 
P. coccinea · 
P. coriacea · 
P. edmundoi · 
P. edulis · 
P. edulis forma edulis · 
P. edulis forma flavicarpa · 
P. foetida · 
P. gibertii · 
P. herbertiana · 
P. incarnata · 
P. jorullensis · 
P. kermesina · 
P. laurifolia · 
P. ligularis · 
P. lindeniana · 
P. loefgrenii · 
P. lutea · 
P. morifolia · 
P. murucuja · 
P. organensis · 
P. picturata · 
P. punctata · 
P. quadrangularis · 
P. racemosa · 
P. rubra · 
P. serratifolia · 
P. suberosa · 
P. subpeltata · 
P. tarminiana · 
P. tulae · 
P. vitifolia · 
P. xishuangbannaensis · 
P. yucatanensis · 
...